# Marlène Emvoutou
Marlene Emvoutou  de son nom complet, Caddy Marlène Patience Emvoutou Aka'a, est une entrepreneuse et dirigeante camerounaise de football, née le 8 juin 1982 à Djoum. Ancienne présidente de la  ligue régionale du football du sud Cameroun et ancienne présidente de la ligue départementale du Dja  et Lobo. En 2013, elle est la toute première femme candidate à  la présidence de la Fecafoot.

## Biographie

### Formation et carrière
Marlene Patience Aka Caddy Emvoutou née le 8 juin 1982 à Djoum, est la fille naturelle du professeur Gervais Mendo Ze, ancien Directeur général de la Crtv et ancien ministre délégué de la communication du Cameroun. Elle est  titulaire  d'une licence  en droit , et d'un master business  en administration  des affaires  .L'originaire du Sud Cameroun est aussi diplômée de l’Ecole nationale de commerce de Lille en France et titulaire d' un doctorat en sciences et techniques commerciales. Elle a été cadre commerciale à la Crtv pendant 11 ans, ensuite représentante du Qatar et directrice générale de Aspire football dreams Cameroun, projet de détection de jeunes joueurs.
Elle est par la suite présidente de la fondation du football africain, directrice générale d’Intermediatis, vice-présidente de la Ligue départementale Fecafoot Dja et Lobo et présidente de la ligue régionale du Sud.
En 2014, elle  met  sur pied, la Fédération nationale des associations des supporters du Cameroun
En 2021 est  nommée vice-présidente de la commission marketing et médias de la Ligue régionale du Centre de football par le président Samuel Eto'o.

### Candidature à la présidence de laFecafoot
En 2013, Marlene Emvoutou  a en  face d'elle deux autres candidats redoutables. Il s'agit  Notamment de Iya Mohammed, le président sortant  et John Begheni Nde, le délégué de la Ligue régionale du Nord-Ouest. Le 19 juin 2013, jour de proclamation des résultats des élections, elle perd devant Iya Mohammed. Défaite qu'elle digère mal et s'en prend immédiatement à Pierre Batamack, le troisième vice-président de la Fecafoot à qui elle aurait remis une importante somme d’argent afin d'obtenir  les suffrages de la liste de son concurrent principal. Après le scrutin, la candidate malheureuse après avoir constaté l'entourloupe de ses créanciers, leur porte plainte. Ceux-ci sont auditionnés le 20 juin 2013 au secrétariat d'État à la défense chargé de la gendarmerie, où ils avouent avoir perçu entre 200.000 et deux millions de Fcfa en échange de leur vote en sa faveur. Déterminée, Marlène Emvoutou  saisit par ailleurs la Commission électorale de recours de la Fecafoot en vue de dénoncer les irrégularités de l’Assemblée générale élective fédérale. Elle fait des révélations sur plusieurs administrateurs de la Fecafoot qu'elle aurait corrompus. Par la suite, elle-même est auditionnée par la Commission de discipline, d’éthique et de règlement des litiges.

### Controverses
Le 15 juillet 2013, Marlène Emvoutou est interpellée, alors qu'elle veut se rendre en  Guinée équatoriale. Le 16 juillet, elle est placée en garde à vue à la Police judiciaire de Yaoundé pendant deux semaines, avant d'être présentée devant le Procureur près le Tribunal de première instance de Yaoundé. Le 29 juillet 2013, après son deuxième passage devant le Procureur, elle est placée sous mandat de dépôt à la prison centrale de  Kondengui, où est également incarcéré Iya Mohamed, son adversaire et vainqueur des élections à la Fecafoot. Contre elle, plusieurs accusations d'escroquerie, notamment  des millions pris sans contrepartie aux familles pour faire voyager des jeunes footballeurs camerounais en France et au Qatar. Elle est aussi accusée dans une autre affaire de véhicule loué à Tractafric et revendu à un policier après fabrication de faux papiers,,. Le 1er avril 2014, au bout de 13 audiences, Marlène Emvoumtou est reconnue coupable des faits d'abus de confiance et d'escroquerie aggravée. Elle écope de 8 mois d'emprisonnement ferme et est condamnée à reverser 10 millions de Fcfa de dommages et d'intérêts, 2 millions préjudice moral avec possibilité de subir une contrainte par corps de six mois.
Le 10 mars 2023, elle comparait à la Cour d'appel du centre pour des faits présumés de filouterie de loyers. Sa bailleresse, Afane Francine, lui réclame 25 mois d'impayés, soit la somme de 100 millions de Fcfa. Une accusation que dame Emvoutou ne reconnait pas,,.14. Par la suite elle sera reconnu non coupable vu que la villa aurait été achetée et non louée comme l’aurait déclaré Afane francine. A ce jour ladite bailleresse aurait pris la poudre d’escampette.

### Vie privée
Marlène Emvoutou, mère de quatre enfants s'est mariée le 28 avril 2018  avec Gaetan Jolly, à Fay de Bretagne.

## Philanthropie
En 2003, elle crée la fondation qui porte son nom, en vue de permettre l'éducation et l'épanouissement des couches défavorisées. A son Actif plusieurs actions qui font parler d'elle,,,.